# Orihuela Deportiva CF
Orihuela Deportiva CF was een Spaanse voetbalclub. Thuisstadion was het Los Arcos in Orihuela in de autonome regio Valencia. 

## Historie
De ploeg speelde twee seizoenen op de hoogte van de Segunda División A.  Het eerste seizoen was 1952-1953, waarin de ploeg in Groep II de twaalfde plaats van de zestien ploegen innam en verwezen werd naar de play downs.  Daarin kon de ploeg zich niet handhaven.  Tijdens het seizoen 1990-1991 eindigde de ploeg op een mooie vijfde plaats, maar de ploeg werd veroordeeld tot een administratieve degradatie wegens het niet betalen van de spelerslonen. De ploeg trachtte nog een herstart op lagere niveaus, maar in 1995 viel het doek.
Door het samensmelten met Atlético Orihuela ontstond Orihuela CF.